# Razan Taha
Razan Taha (Amán, 29 de diciembre de 1991) es una nadadora de Jordania, especializada en pruebas cortas de estilo crol. Representó a su país en los Juegos Olímpicos de Pekín 2008, situándose entre las 70 primeras nadadoras en los 50 metros libres.
Fue una de las deportistas más jóvenes participantes en los Juegos Olímpicos de Pekín 2008, con 16 años. Participó en la prueba de 50 m libres femeninos, en la quinta serie, en la que quedó cuarta, solo 0,01 segundos por detrás de la nicaragüense Dalia Tórrez Zamora. Con un tiempo de 27,82 s no pudo clasificarse para las semifinales. Finalizó en el puesto 56 de entre todas las nadadoras que participaron en la prueba.